# Dorfkirche Schenkenberg (Uckermark)

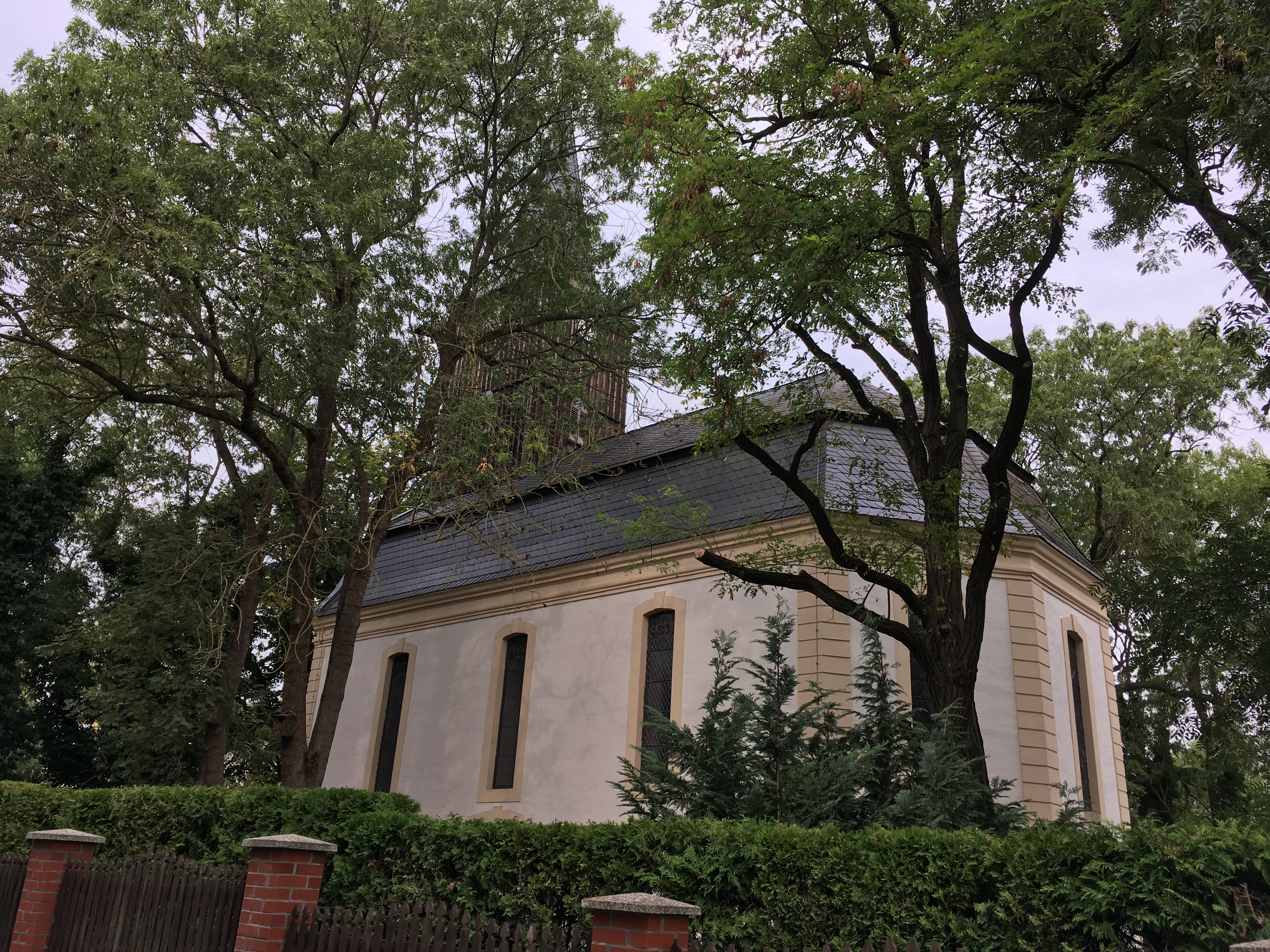
Dorfkirche Schenkenberg

Die evangelische Dorfkirche Schenkenberg ist eine neubarocke Saalkirche in Schenkenberg, einer Gemeinde im Landkreis Uckermark im Land Brandenburg. Die Kirchengemeinde gehört zum Kirchenkreis Uckermark der Evangelischen Kirche Berlin-Brandenburg-schlesische Oberlausitz.

## Lage
Die Schenkenberger Straße führt von Nordosten kommend auf den historischen Dorfkern zu. Dort zweigt sie nach Südosten ab. Die Kirche steht nördlich dieser Straße auf einer nach Norden hin ansteigenden Fläche mit einem Kirchfriedhof, der mit einer Mauer aus rötlichen Mauersteinen eingefriedet ist. Sie steht damit in einer Achse zum ehemaligen Gutshaus, das sich westlich der Kirche befand.

## Geschichte
Der Ursprungsbau wurde im Jahr 1685 errichtet und war Filialkirche von Baumgarten. Am 11. September 1898 kam es auf dem benachbarten Gutshof aus  ungeklärter Ursache zu einem Brand. Durch starken Wind griff das Feuer auf die angrenzenden Wirtschaftsgebäude und schließlich auch auf die Kirche über. Im April 1900 begannen die Arbeiten für den Wiederaufbau im neobarocken Stil. Sie wurden zügig ausgeführt, so dass bereits zu Pfingsten am 6. Juni 1900 das Richtfest stattfand. Die erneute Kirchweihe konnte am 7. November 1900 gefeiert werden. Ursprünglich sollte daran die Kaiserin Auguste Viktoria teilnehmen, die jedoch verhindert war. Sie schenkte der Kirche eine Bibel, die mit einem Psalm gewidmet ist „Die zum Herrn riefen in ihrer Not, und er half ihnen aus ihren Ängsten“ (Ex 107,13 ). Im Ersten Weltkrieg musste die Kirchengemeinde eine der beiden Glocken als Metallspende des deutschen Volkes abgeben; sie ging verloren. 1937 schenkte der Kirchenpatron und Gutsbesitzer Nordahl der Gemeinde drei Fenster aus Bleiglas, die im Chor eingesetzt wurden. Sie zeigen Szenen aus der Bibel. Im Zweiten Weltkrieg wurde das Bauwerk, darunter auch die Orgel, beschädigt.
In den 1960er Jahren stellten Handwerker einen elektrischen Anschluss her. Die Orgel erklang nach einer erfolgreichen Reparatur erstmals wieder am 7. Juni 1953. 1983 löste sich der Pfarrsprengel Baumgarten auf und Schenkenberg kam zu Carmzow. Nach einer Neugliederung gehört die Kirchengemeinde zum Pfarrsprengel Schönfeld. 1999 ließ die Kirchengemeinde unterhalb des Turms einen Raum abtrennen, der fortan für die Gemeinde für Kinder- und Seniorenarbeit genutzt wird. Von 2000 bis zum 8. April 2001 erfolgte eine Sanierung des Kirchturms.

## Baubeschreibung

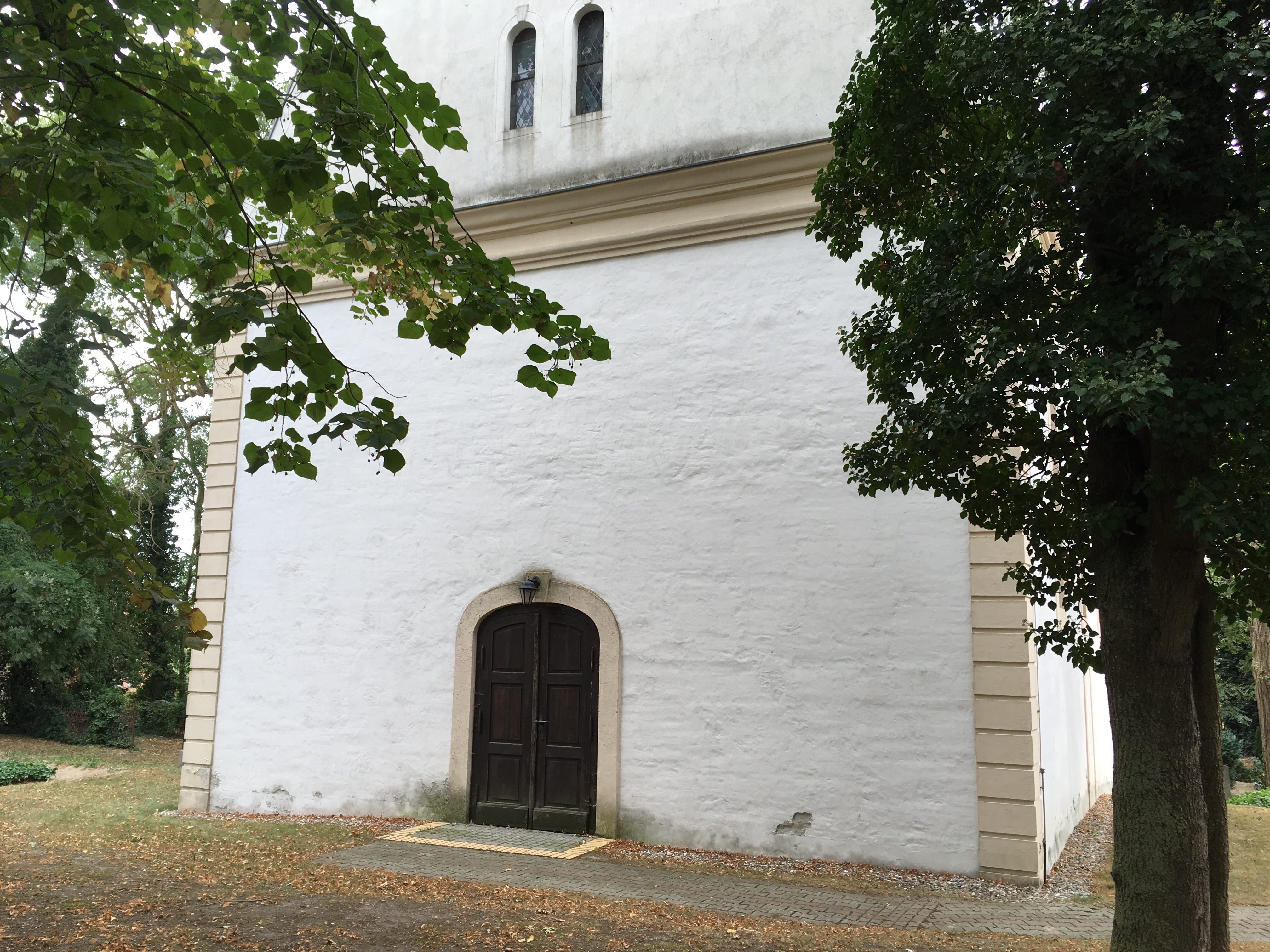
Westportal

Der Chor ist dreiseitig und nicht eingezogen. Die Wände sind flächig mit einem hellen und glatten Putz versehen, während die Ecken durch einen Quaderputz hervortreten. In jedem der drei Felder ist ein schmales, segmentbogenförmiges Fenster mit einem Keilstein. Die Form der Fenster wird durch farblich zum Quaderputz passende Faschen nochmals betont. Am Übergang zum mit Schiefer gedeckten Dach ist eine umlaufende Voute.
Das Kirchenschiff hat einen rechteckigen Grundriss und ist vergleichsweise schlicht ausgeführt. An der Nord- und Südwand sind je drei hochrechteckige Fenster, die die Form der Chorfenster aufnehmen. Unter dem mittleren Fenster ist eine angedeutete oder ehemalige Pforte, ebenfalls mit betonten Faschen und Keilstein. Ohne genauere Untersuchungen kann über die Funktion der Blenden keine Aussage getroffen werden. Es ist aber möglich und denkbar, dass es sich um die ursprünglichen Zugänge des Baus aus dem 17. Jahrhundert gehandelt haben könnte. Die westlichen Gebäudeecken sind ebenfalls mit einem Quaderputz versehen. Am Übergang zur Dachtraufe ist ebenfalls eine umlaufende Voute. Das Schiff trägt ein abgewalmtes Mansarddach, das mit Schiefer gedeckt ist.
An der Westwand des Gebäudes ist eine segmentbogenförmige Pforte. Darüber ist ein Gesims, das die umlaufende Voute der Langseiten des Schiffs optisch fortführt. Oberhalb erhebt sich der Turmaufsatz. An seiner westlichen Seite sind zunächst zwei kleine, paarweise angeordnete Rundbogenfenster. Darüber ist der verbretterte Aufsatz mit je einer Klangarkade an der Seite, oberhalb je eine Turmuhr. Der Aufbau schließt oberhalb eines spitzen Pyramidendachs mit einer Turmkugel, Wetterfahne und Stern ab.

## Ausstattung
Die ursprüngliche Kirchenausstattung ging bei dem Brand 1898 verloren und stammt aus der Zeit nach 1900, darunter eine Westempore.  Die Orgel ist ein Werk von Barnim Grüneberg aus dem Jahr 1897 mit zehn Registern auf einem Manual und Pedal. Das Bauwerk ist im Innern flach gedeckt; am Übergang zur Decke ist eine weitere Voute. 
Südlich des Kirchenschiffs erinnert ein Findling mit einer Aufschrift an die Familie Nordahl. Südlich der Einfriedung auf dem Dorfanger erinnert eine Stele an die Gefallenen aus dem Ersten Weltkrieg.